# Гур'ївський провулок (Київ)
Гур'ївський провулок — зниклий провулок, що існував у Жовтневому районі (нині територія Солом'янського району) міста Києва, місцевість Шулявка. Пролягав від Борщагівської вулиці (біля сучасного будинку № 97) до залізниці.  

## Історія
Вулиця виникла в 20–30-х роках XX століття під такою ж назвою. Вперше назва зафіксована на плані міста 1935 року. 
Остання згадка про провулок міститься у довіднику «Вулиці Києва» 1958 року. У рішеннях, якими офіційно ліквідовувалися вулиці (1961, 1971, 1977, 1981 роки) провулок не фігурує, тому встановити, коли провулок зник, наразі точно неможливо. Ймовірно, це сталося через підготовку до прокладання лінії швидкісного трамвая на межі 1960–70-х років.